# Мечешка торба
Мечешка торба (bear bag), е устройство използвано при къмпингуване. Идеята е храната да се окачи далеч от хората на високо във въздуха, така че мечките да не могат да я достигнат. Друга цел е да се предпазят къмпингуващите от нападения на мечки.
Най-често използвани за направата на мечешка торба, са леки найлонови пликове. След това чрез въже, пакета се завръзва на някой клон, достатъчно високо от земята и достатъчно далеч от ствола на дървото, за да не бъде достигнат. Торбата трябва да е разположена най-малко на 3,5 метра височина и 3 метра отдалечена от всякаква вертикална маса.
В райони, където не е позволено изхвърляне на боклук, се използва същият метод, за да се предпазят хората, от миризмата привличаща мечките.